# Данилюк Світлана Пилипівна
Світлана Пилипівна Данилюк (біл. Святлана Піліпаўна Данілюк; 1939–2003) — білоруська радянська оперна співачка (меццо-сопрано). Народна артистка СРСР (1977).

## Біографія
Світлана Данилюк народилася 25 вересня 1939 року в Києві.
Після закінчення семирічки навчалася в Київському кінотехнікумі на відділенні обладнання та експлуатації кіноустановок, де була найактивнішою учасницею самодіяльної студії.
У 1963 році закінчила Київську консерваторію (клас З. М. Гайдай), після закінчення якої одержала запрошення і стала солісткою Пермського академічного театру опери та балету імені П. В. Чайковського, З 1966 року — солістка Білоруського театру опери і балету в Мінську. З 1986 року — Білоруської філармонії.
У 1973 році стажувалася у театрі «Ла Скала» (Мілан) під керівництвом маестро Каррозіні та Пастуріно.
Виступала з камерними програмами, виконувала альтові партії у великих вокально-симфонічних творах («Страсті за Матфеєм» В. С. Баха, 9-я симфонія Л. Бетховена, Реквієм Дж. Верді, «Stabat Mater» Дж. Перголезі, «Олександр Невський» Сергія Прокоф'єва та ін.), твори російських, білоруських, українських, західних композиторів, романси.
Гастролювала по СРСР і за кордоном (Болгарія, Угорщина, Польща, Франція). У Москві записала три диска-гіганта на фірмі «Мелодія».
Світлана Пилипівна Данилюк померла 8 серпня 2003 року від холециститу. Похована в Мінську на Східному кладовищі.

## Звання та нагороди
- 2-я премія Всесоюзного конкурсу вокалістів ім. М. В. Глінки (1965)
- Диплом Міжнародного конкурсу ім. Чайковського (1966)
- Заслужена артистка Білоруської РСР (1968)
- Народна артистка Білоруської РСР (1971)
- Народна артистка СРСР (1977)
- Медаль Франциска Скорини (1999).

## Оперні партії
- «Хованщина» М. П. Мусоргського — Марфа
- «Борис Годунов» М. П. Мусоргського — Марина Мнішек
- «Царська наречена» Н. А. Римського-Корсакова — Любаша
- «Князь Ігор» А. П. Бородіна — Кончаківна
- «Пікова дама» П. І. Чайковського — Поліна
- «Кармен» Ж. Бізе — Кармен
- «Лоенгрін» Р. Вагнера — Ортруда
- «Аїда» Дж. Верді — Амнеріс
- «Піднята цілина» В. В. Дзержинського — Варюха
- «Олеся» Е. К. Тикоцкого — Олеся
- «Євгеній Онєгін» П. В. Чайковського — Ольга
- «Фауст» Ш. Гуно — Зібель
- «Трубадур» Дж. Верді — Азучена
- «Дон Карлос» Дж. Верді — Еболі
- «Зорька Венера» Ю.Ст. Семеняка — Вероніка
- «Севільський цирульник» Дж. Россіні — Розіна
- «Сільська честь» П. Масканьї — Сантуцца
- «Берестейська фортеця» К.Ст. Молчанова — Маша
- «Сива легенда» Д. Б. Смольського — Любка.